# Erik Compton
Erik H. Compton (Miami, 11 november 1980) is een Amerikaanse golfprofessional.
Compton is de enige golfprofessional die na een orgaantransplantatie op de US PGA Tour heeft gespeeld.
Op 12-jarige leeftijd onderging Erik Compton in Jackson Memorial Hospital in Miami, Florida, een harttransplantatie. De doktoren adviseerden hem om geen contactsport meer te spelen, en zo begon hij, als onderdeel van zijn herstel, veel golf te spelen. 

## Amateur
Tijdens zijn studie aan de Universiteit van Georgia zit hij in het universiteitsteam. 
In 2001 wordt hij in het team geplaatst voor de 38ste Walker Cup op Sea Island Golf Club. Hij wint zijn single tegen de 40-jarige Engelsman Gary Wolstenholme met 3/2 na 3 down te hebben gestaan. De Amerikanen verliezen echter de Cup.

## Professional
In 2001 wordt hij professional. Hij speelt op de Nationwide Tour en krijgt enkele uitnodigingen voor de US PGA Tour. 
In 2004 wint hij op de Brookside Country Club in Stockton, Californië de E-Loan Central Valley Classic, die het jaar daarop Northern California Classic zal heten. Zijn score van 273 (-15) is de laagste ooit van dat evenement, dat deel uitmaakt van de Canadian Tour.
In 2005 speelt Compton acht toernooien op de Canadese Tour waarmee hij $85.876 verdient, en winnaar wordt van de Canadese Order of Merit. In november wint hij de King Hassan II Trophy in Marokko, waar hij op uitnodiging speelt.

## Zijn gezondheid
In september 2007 speelt hij het 19de toernooi van het US PGA seizoen. Op zeven toernooien heeft hij de cut gehaald. Die week mist hij de cut bij het Albertsons Boise Open in Florida. Terwijl hij naar huis rijdt, wordt hij onwel en gaat naar Jackson Memorial. Daar zakt hij in elkaar en ondergaat een spoedoperatie, waar hij goed van herstelt. Hij gaat weer op de Nationwide Tour spelen.
Het meisjeshart dat hij op 12-jarige leeftijd heeft gekregen, houdt het 16 jaar lang vol. In 2008 krijgt Compton een hartaanval, waarna een defibrillator wordt geïmplanteerd. Na zijn operatie krijgt hij permissie een golfbuggy te gebruiken ook tijdens het spelen van officiële wedstrijden. Misschien zal hij niet veel wedstrijden meer spelen, maar les gaan geven. In 2010 speelt hij weer in de Dubai Desert Classic.
In 2013 kreeg hij de eerste PGA TOUR Courage Award.

## Trivia
- Hij is de zoon van Eli en Peter Compton. Hij is getrouwd met Barbara en heeft dochter Eva.
- In 2010 heeft de rechter bepaald dat ook de gehandicapte golfprofessional Casey Martin een buggy mag gebruiken tijdens PGA-toernooien. Hij heeft een slechte bloedsomloop in zijn been.